# Punta Palermo
Punta Palermo (spanisch) ist eine felsige Landspitze im Norden der Kiew-Halbinsel an der Danco-Küste des Grahamlands auf der Antarktischen Halbinsel. Im Südwesten der Flandernbucht trennt sie die Azure Cove im Osten von der Cangrejo Cove im Westen.
Argentinische Wissenschaftler benannten sie. Der weitere Benennungshintergrund ist nicht überliefert.